# Cyphophoenix alba
Cyphophoenix alba är en enhjärtbladig växtart som först beskrevs av Harold Emery Moore, och fick sitt nu gällande namn av Pintaud och William John Baker. Cyphophoenix alba ingår i släktet Cyphophoenix och familjen Arecaceae. Inga underarter finns listade i Catalogue of Life.